# Constantí Macroducas
Constantí Ducas (grec: Κωνσταντίνος Δούκας, Konstandinos Dukas; mort el 30 de maig del 1185), anomenat Macroducas (Μακροδούκας, 'Ducas alt', probablement un sobrenom) per Nicetes Coniata, fou un noble romà d'Orient. Es casà amb Anna Comnena, filla d'Isaac Comnè, abans del 1166. Tingueren com a mínim una filla, Zoè Ducena, que contragué matrimoni amb Joan Ducas.
Tot i que fou un personatge rellevant de les acaballes del període dels Comnens, resulta impossible aclarir-ne els orígens familiars o els seus vincles amb la dinastia Ducas del segle XI. És documentat per primera vegada el 1166, quan ja gaudia de l'alta dignitat de pansebast sebast i havia forjat llaços familiars amb la dinastia regnant a través del seu casament amb una de les filles del sebastocràtor Isaac Comnè, neboda de l'emperador Manuel I Comnè (r. 1143-1180). Macroducas torna a aparèixer a les fonts el 1170 i el 1176, quan acompanyà l'emperador en les seves campanyes contra els turcs seljúcides.
Durant el regnat d'Andrònic I Comnè (r. 1183-1185), Macroducas obtingué inicialment el favor de l'emperador i li fou concedida a la dignitat de panhipersebast. Tanmateix, després de la revolta del seu nebot, Isaac Comnè de Xipre, que s'autoproclamà emperador a Xipre, fou detingut juntament amb altres parents del rebel, acusat de traïció i condemnat a mort per lapidació el 30 de maig. Com que sobrevisqué a la lapidació, fou arrossegat a Màngana, on fou esquarterat.